# Kobayashi Tetsujirō
Kobayashi Tetsujirō (japanisch 小林 鉄次郎, Lebensdaten unbekannt) war ein japanischer Ukiyo-e-Verleger (地本問屋, Jihon-doiya oder Jihon-donya) von Farbholzschnitten (錦絵, nishiki-e), der zwischen der späten Edo-Zeit bis zur Taishō-Zeit aktiv war.

## Herkunft
Er führte das Verlagshaus Maruya Tetsujirō (丸屋鉄次郎 oder 丸屋銕次郎). Weitere Bezeichnungen für den Verlag waren Enjudō (延寿堂), Marutetsu (丸鉄) und Maruya (丸屋). Von der Kaei-Zeit (1848–1855) bis in die Meiji-Zeit hatte der Verlag seinen Sitz in Nihonbashi-dōri, 2-chōme, Tōkyō. Unter dem Namen Marutetsu (丸鉄) veröffentlichte er u. a. Werke von Utagawa Hiroshige wie etwa „Blick auf die sieben Thermalquellen von Hakone“ (1861, Hakone Shichitō Ichiran / 箱根七湯一覧), Ochiai Yoshiiku „Sammlung ausländischer Personen, Amerika“ (1861, Gaikoku jinbutsu zukushi, Amerika / 外国人物盡 亜墨利伽) und Utagawa Hiroshige II.
In der Meiji-Zeit benutzte er den Namen Kobayashi Tetsujirō. In dieser Zeit verlegte er Werke von Utagawa Hiroshige III, Hayakawa Shōzan, Toyohara Kunichika, Yōshū Chikanobu, Kobayashi Eitaku, Yamazaki Toshinobu, Kobayashi Kiyochika und Kojima Shōgetsu.
Von 1888 bis 1890 war er Vorsitzender des Holzschnittverleger-Verbandes Tōkyō chihon hori-e eigyō kumiai (東京地本彫画営業組合).

## Auswahl von Werken
- Utagawa Hiroshige II: Aus der Serie: Berühmte Orte entlang der Tōkaidō[2] (Tōkaidō meisho no uchi / 東海道名所之内), 1863, Ōban, Soroimono mit ca. 160 Teilen, verschiedene Künstler, verschiedene Verleger
- Hayakawa Shōzan: Der Mord in Namamugi[3] [Der Namamugi-Zwischenfall] (Namamugi no hassei / 生麦之發殺), 1877, Ōban-Triptychon
- Toyohara Kunichika: Spiegel der menschlichen Natur in der aufblühenden Zivilisation (Kaika ninjō kagami / 開花人情鏡), 1878, Ōban, Soroimono mit ca. 36 Teilen
- Kobayashi Kiyochika: Aus der Serie: Hundert Ansichten von Musashi (Musashi Hyakkei no Uchi / 武蔵百景之内), 1884–1885, Ōban, Soroimono mit ca. 34 Teilen[4]

Hayakawa Shōzan, Der Mord in Namamugi, 1877 (publiziert durch Kobayashi Tetsujirō)

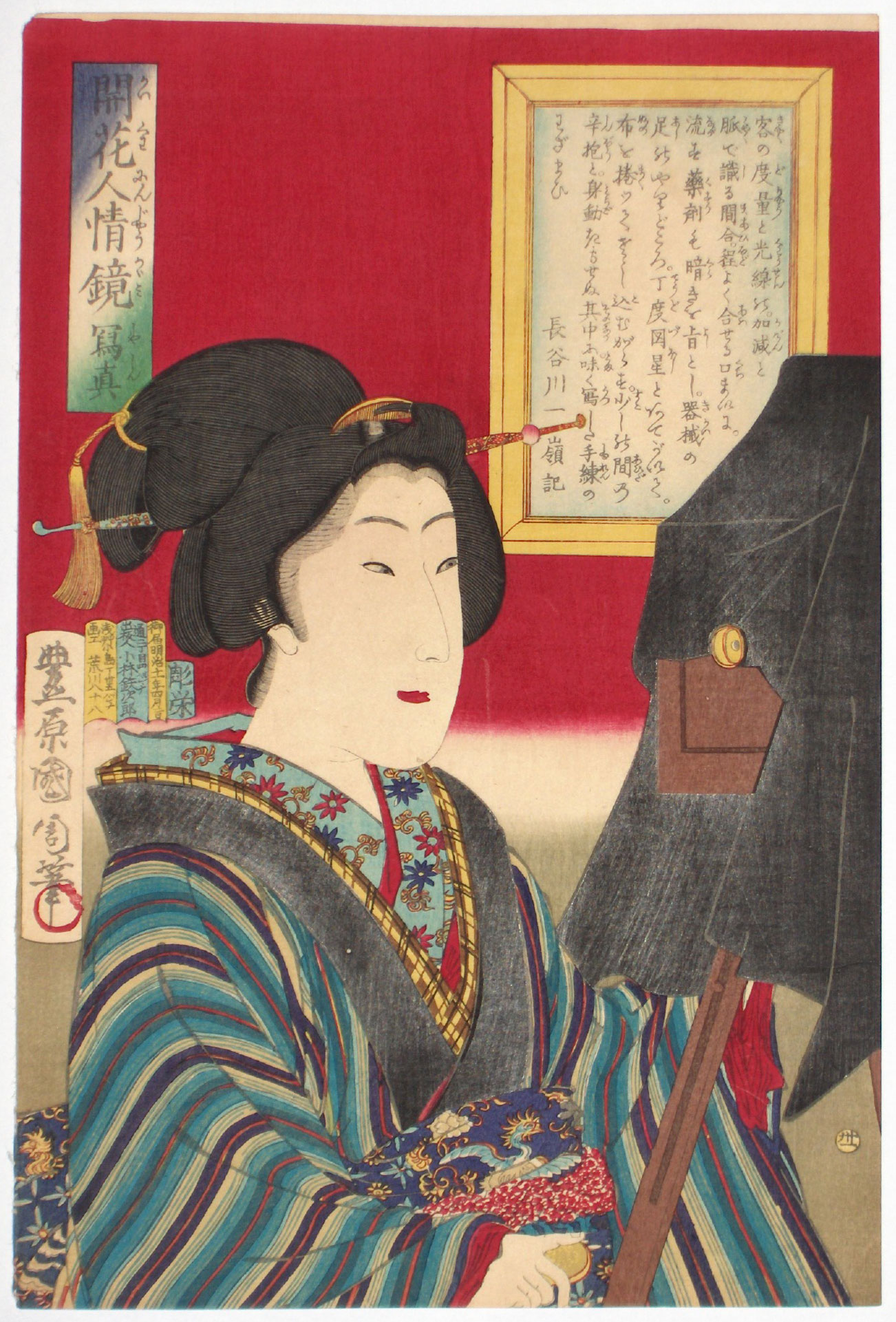
Utagawa Kunichika, Spiegel der Humanität in der aufblühenden Zivilisation, 1878 (publiziert durch Kobayashi Tetsujirō)

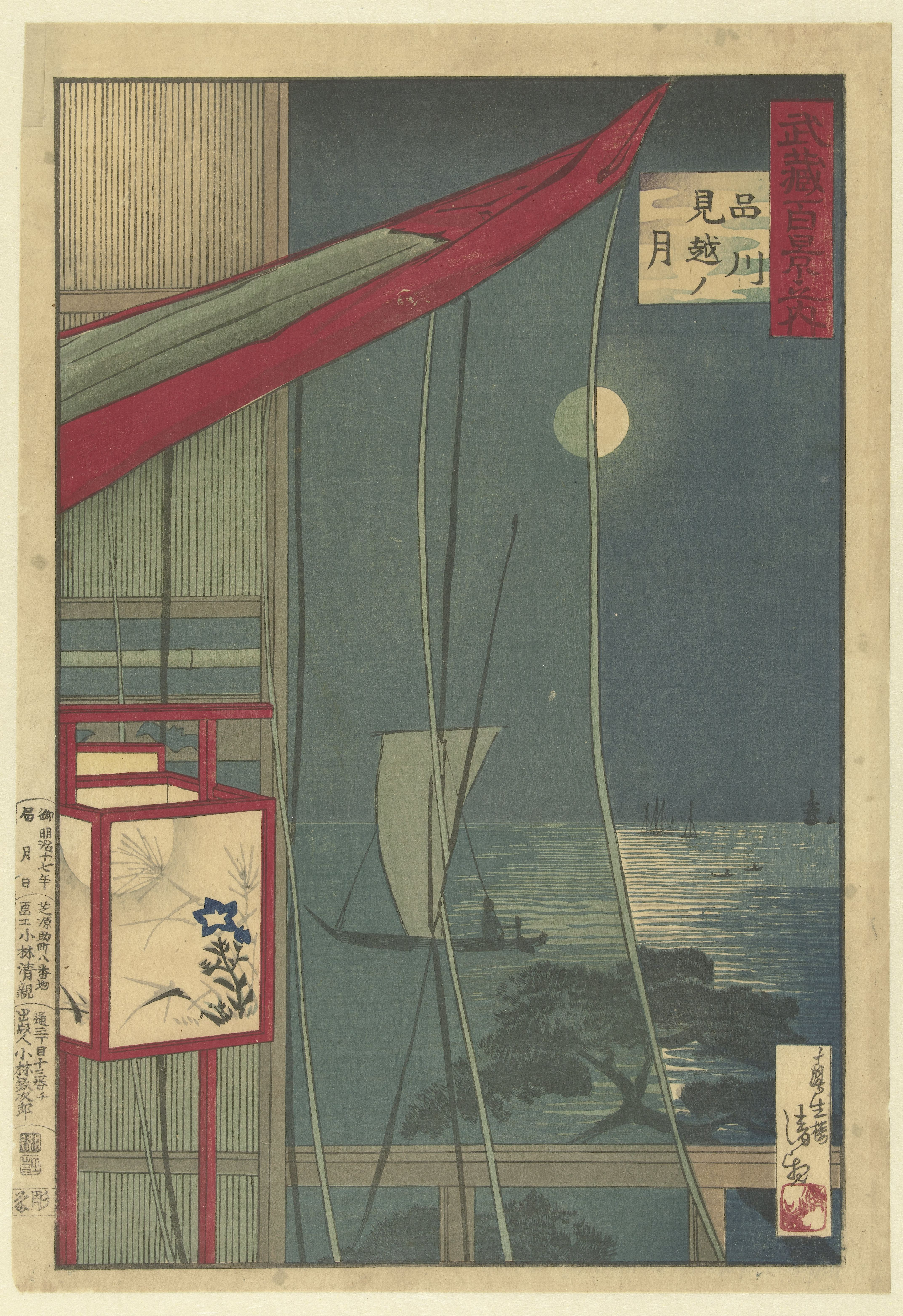
Kobayashi Kiyochika, Aus der Serie: Hundert Ansichten von Musashi, 1884 (publiziert durch Kobayashi Tetsujirō)